# خورشید بیک‌نظروف
خورشید بیک‌نظروف (انگلیسی: Khurshed Beknazarov؛ زادهٔ ۲۶ ژوئیهٔ ۱۹۹۴) بازیکن فوتبال است.
وی همچنین در تیم ملی فوتبال تاجیکستان بازی کرده‌است.